# 紀伊田邊站
紀伊田邊站（日语：／ Kii Tanabe eki */?）是位於和歌山縣田邊市湊，屬於西日本旅客鐵道（JR西日本）的紀勢本線（紀國線）車站。事務管號碼為▲622067。

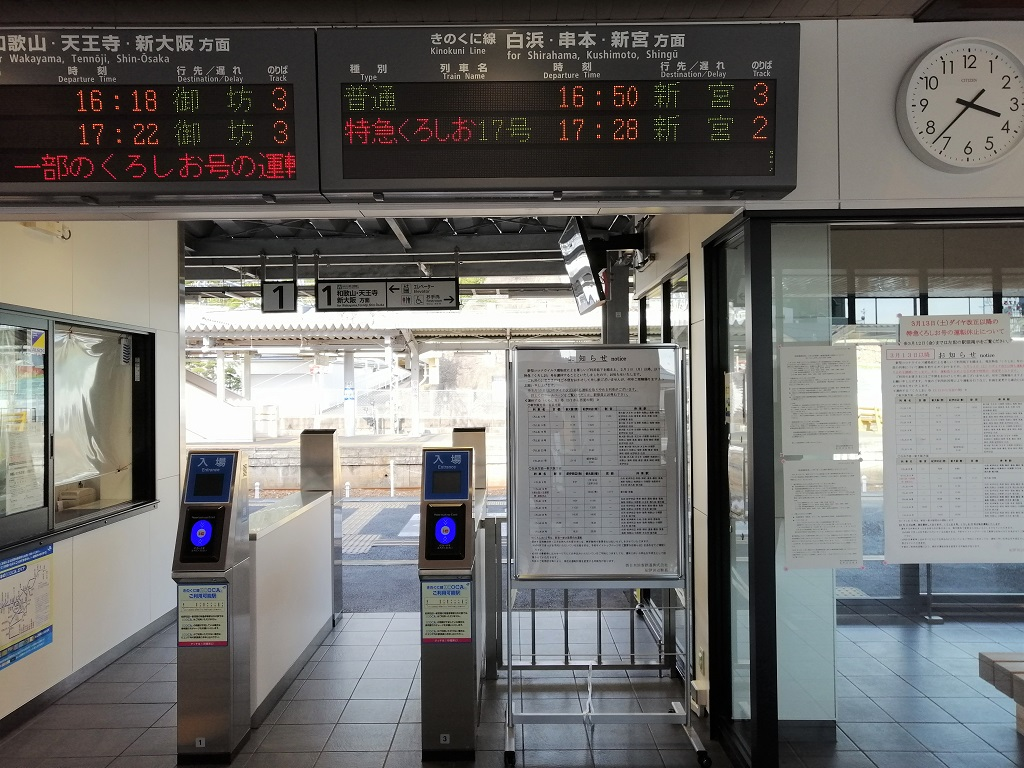
驗票口(2021年3月)

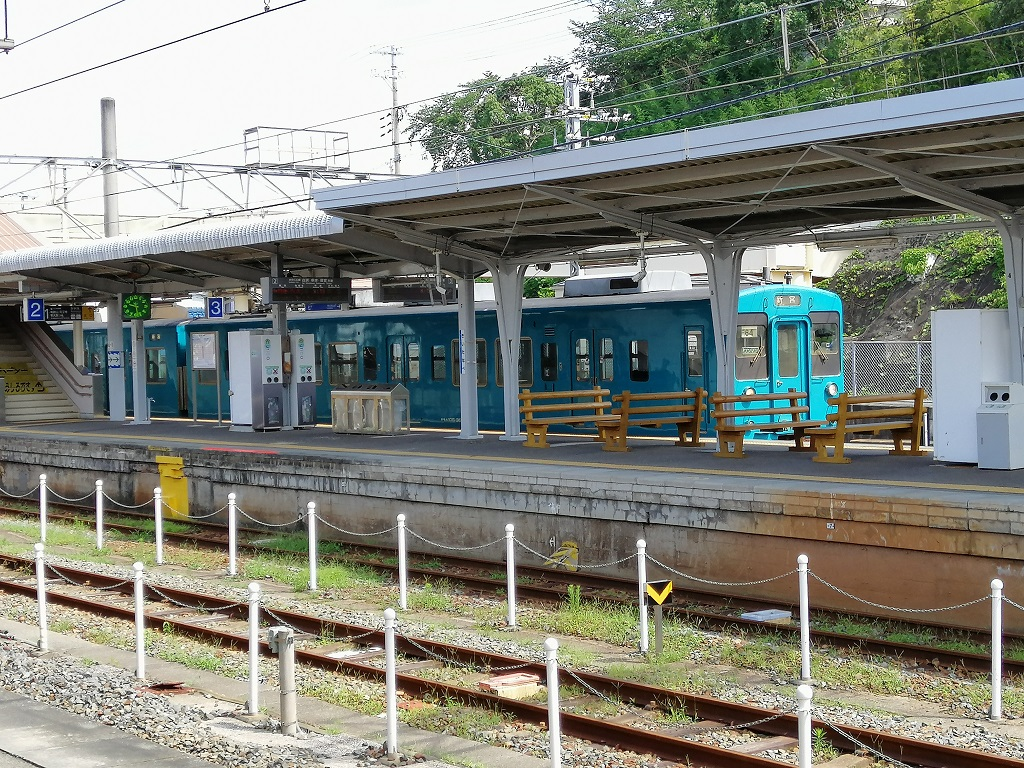
月台(2020年7月)

## 概要
本站為田邊市的代表車站，特急「黑潮」在內的所有定期列車均停靠此站。所有普通列車都以此站為終點站，普通列車不會越過此站，但設有1班列車從周參見出發前往和歌山。龜山站至此站之間為單線，本站至和歌山站則為複線。
此站曾同時設有紀伊田邊機關區，並停泊D51形、D60形、C57形和C58形蒸氣機車，以及更換用的8620形和C50形。此機關區為扇形車廠的構造，並與和歌山機關區、新宮機關區和龜山機關區並列，為紀勢本線重要的車輛基地。現時為紀伊田邊運輸區、紀伊田邊保線區和田邊電氣區。為紀南區域的據點同時，在紀勢本線運行的重要位置。

## 歷史

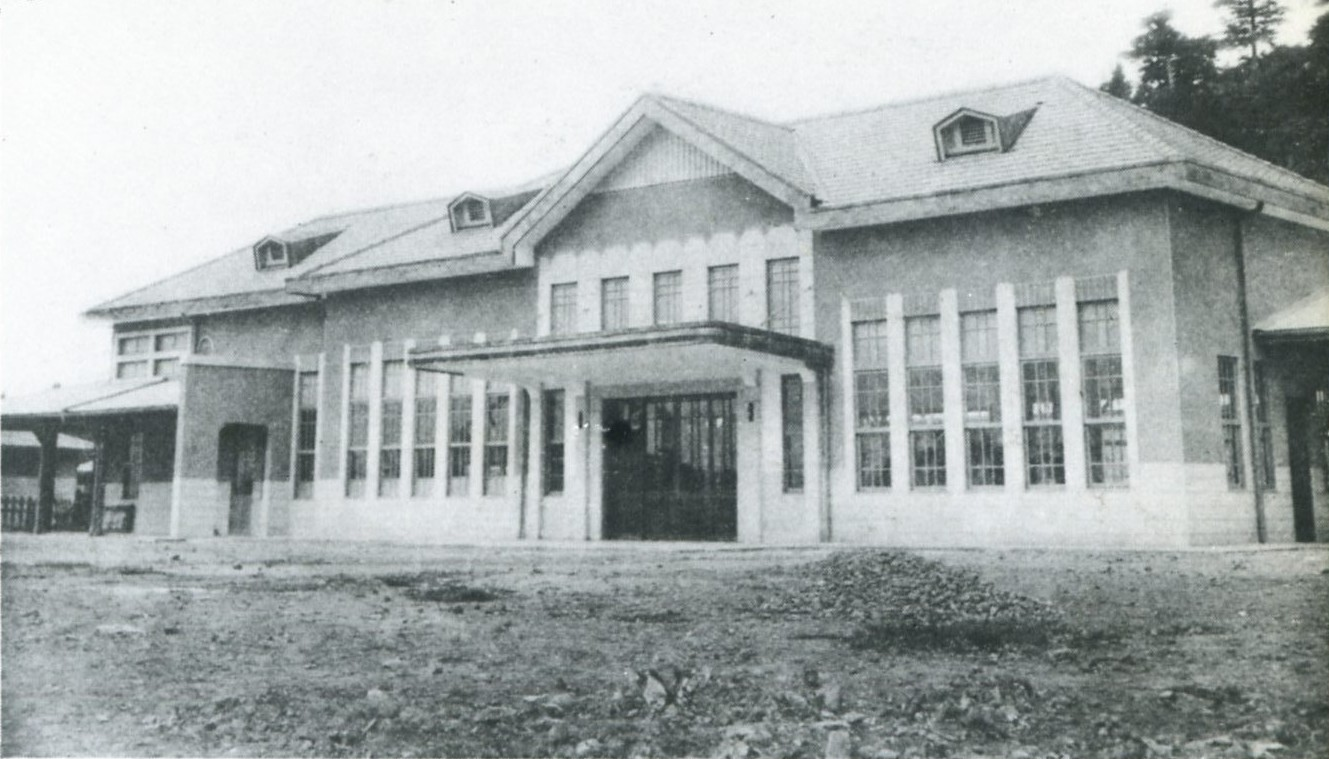
開業當時的站房（1932年）

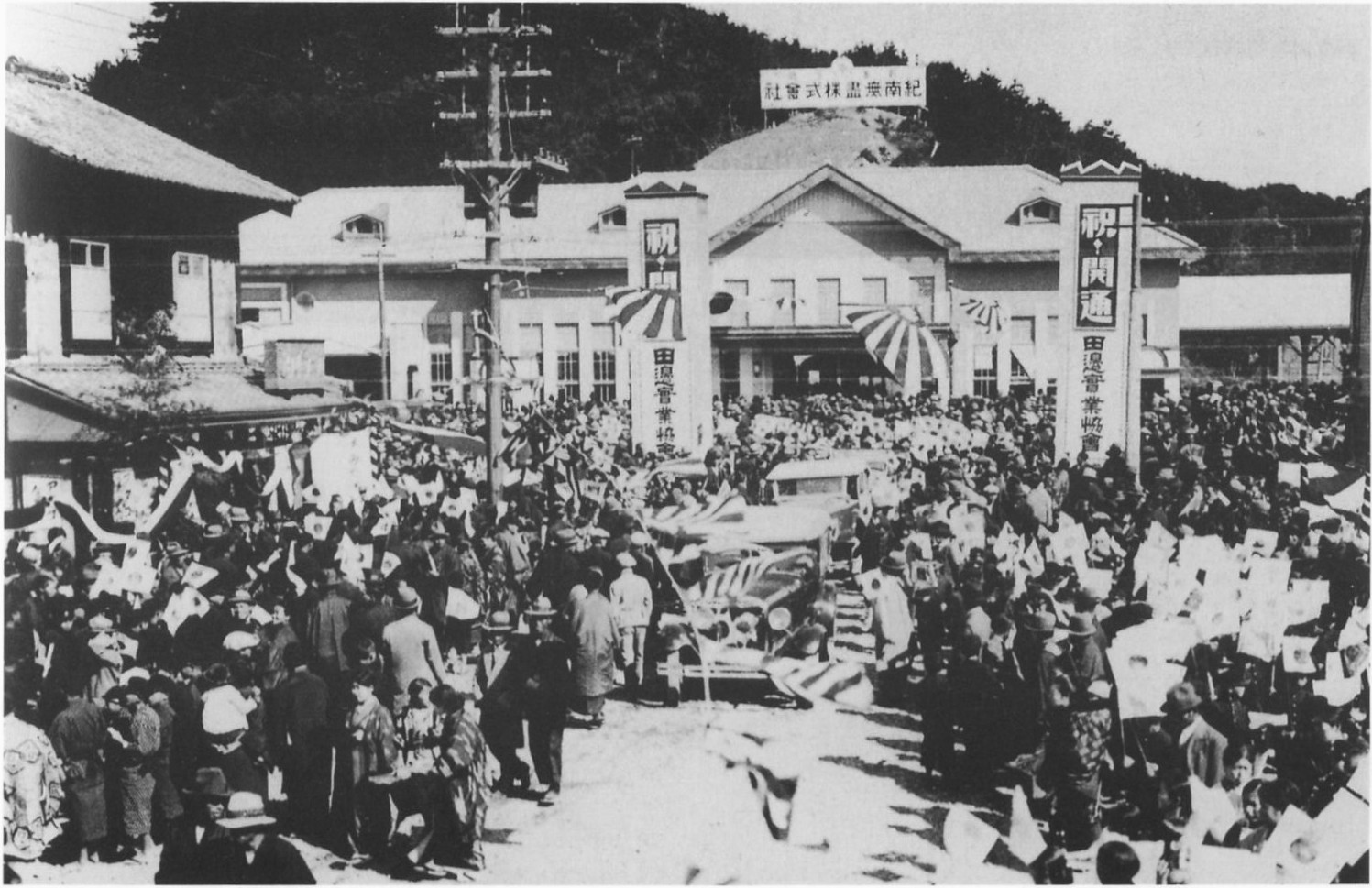
開通祝賀風景（1932年）

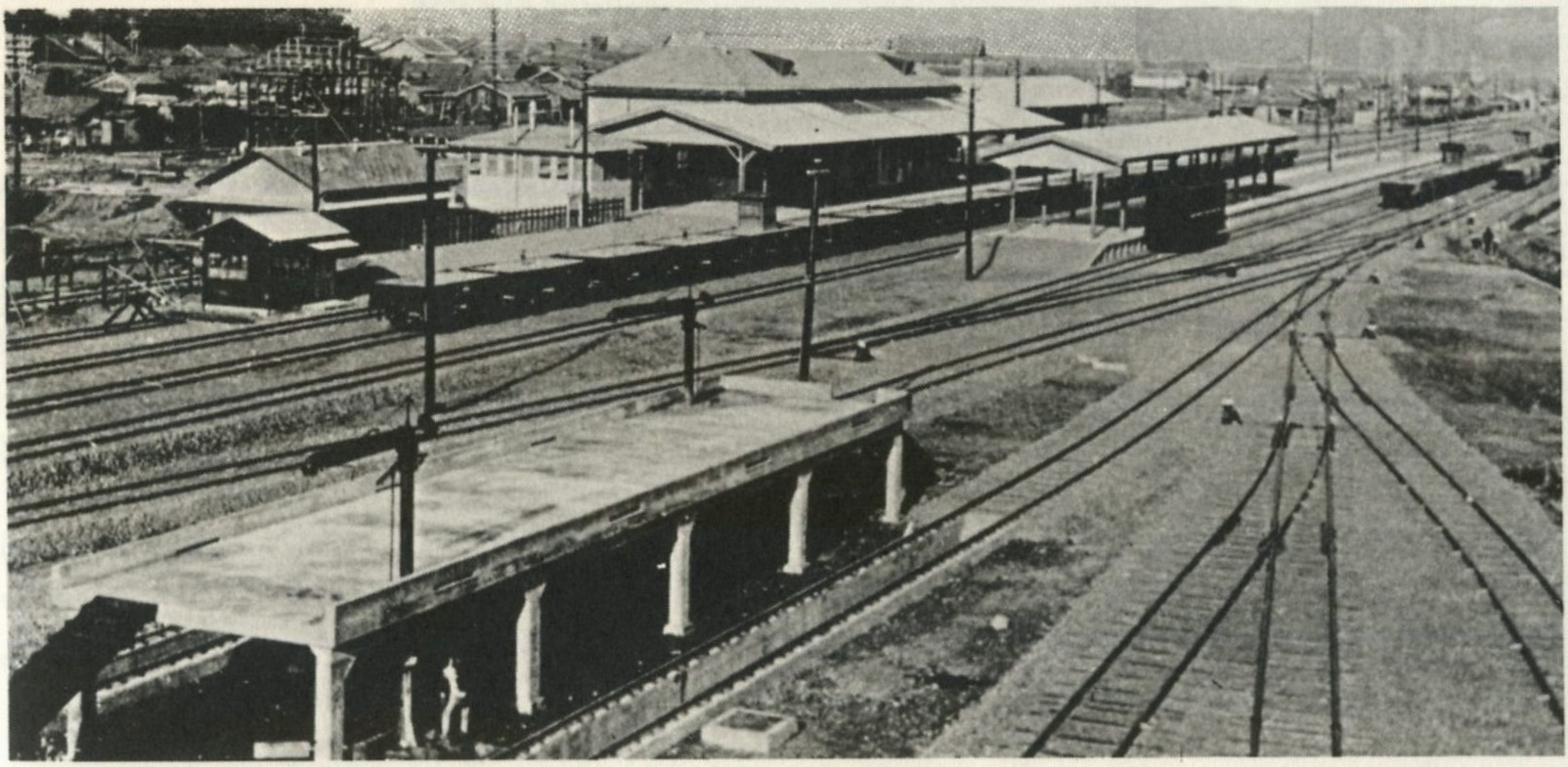
站內（1934年）

在第二次世界大戰後，設置了田邊地方引揚援護局，主要從台灣遣返日本國民至此地，再轉乘引揚列車。

### 年表
- 1932年11月8日：國鐵紀勢西線南部站至此站開通，此站啟用[1]
- 1933年：

- 11月4日：開設阪和電氣鐵道與紀勢西線直通列車「黑潮號」，來往阪和天王寺站至此站之間（後來延長至白濱口站，在1937年12月1日廢止）。
- 12月20日：國鐵紀勢西線此站至紀伊富田站之間開通。

- 1945年：

- 7月25日：9時20分至10時40分，戰機向車站攻撃。使7架機車受損。
- 7月28日：車站受到機關槍掃射，使1名男性死亡。

- 1957年3月10日：重建跨線橋[5]。
- 1959年7月15日：三木里站至新鹿站之間開通，同時路線改名為紀勢本線[1]。
- 1987年4月1日：隨國鐵分割民營化，車站由西日本旅客鐵道（JR西日本）營運[1]。
- 2004年11月：為記念「紀伊山地的聖地及朝聖路」被聯合國教科文組織登錄為世界遺產，車內通道改裝成模仿熊野古道的參詣道。
- 2009年3月29日：於白濱、新宮一邊的跨線橋撤走，並建設新的跨線橋於御坊一邊，新設可供輪椅使用的升降機2台。此外，舊跨線橋中的裝飾品遷移至新跨線橋中。
- 2012年6月1日：結束管理站的區域，整合至白濱站管理區域。
- 2016年12月17日：車站可以使用「ICOCA」智能卡[6]。
- 2019年7月23日：站房翻新工程完成[7]。

## 車站構造
本站為地面車站，設有1面1線的單式月台和1面2線的島式月台，共設有2面3線的混合式月台。站內設有留置線，可進行折返。此站的站房位於單式月台的1號月台側，站內設有車站事務室。月台之間設有跨線橋。在1932年啟用的站房為西式建築物，由於建築物老化等因素，因此在近年重建成新的站房。本站指定為「兒童110之車站」，並設有夜間停泊的列車。
此站設有站長，為直營車站。同時為管理周參見站至岩代站之間各站的管理車站。站内設有綠色窗口和自動售票機。但是沒有綠色售票機和自動閘機（設有IC卡専用簡易閘機）。此站也提供車站租車業務。廁所位於閘口外，鄰近田邊觀光中心。在閘內的1號月台中也設有廁所。車站設有1台自動體外心臟去顫器 (AED) 。

### 月台
| 月台 | 路線   | 方向                             | 備註     |
| ---- | ------ | -------------------------------- | -------- |
| 1    | 紀國線 | 和歌山、天王寺、新大阪、京都方向 | 包括特急 |
| 2    | 紀國線 | 白濱、串本、新宮方向             | 包括特急 |
| 3    | 紀國線 | 白濱、串本、新宮方向             |          |
| 3    | 紀國線 | 御坊、和歌山方向                 |          |

- 以上的路線名是使用旅客資訊上的名稱（愛稱）。
- 下行本線為1號月台，上行本線為2號月台，上下副本線為3號月台。
- 由於普通列車需入出車廠的關係，停靠月台會按時段會有不同（此外，在到達後直接折返的列車會使用3號月台）。特別在和歌山方向的普通、快速列車停靠月台的變動為大。

此外，在2006年實施的無障礙新法下，使新宮一方的跨線橋需撤走，同時建設新跨線橋於御坊一邊，當中設有供輪椅使用的升降機2台，工程費用為2億7千萬日圓（1/3由JR西日本負擔），在2009年3月29日落成啟用。落成當日舉行了完成記念儀式，由JR西日本和歌山分社長、和歌山縣知事仁坂吉伸、經濟產業大臣二階俊博、田邊市長真砂充敏出席儀式，慶祝設備落成。

## 使用狀況
以下列出近年1日平均乘車人次。
| 年度   | 一日平均 乘車人次 |
| ------ | ----------------- |
| 1998年 | 2,571             |
| 1999年 | 2,481             |
| 2000年 | 2,351             |
| 2001年 | 2,272             |
| 2002年 | 2,157             |
| 2003年 | 2,109             |
| 2004年 | 2,031             |
| 2005年 | 2,000             |
| 2006年 | 1,970             |
| 2007年 | 1,956             |
| 2008年 | 1,868             |
| 2009年 | 1,733             |
| 2010年 | 1,692             |
| 2011年 | 1,578             |
| 2012年 | 1,607             |
| 2013年 | 1,639             |
| 2014年 | 1,526             |
| 2015年 | 1,517             |
| 2016年 | 1,508             |
| 2017年 | 1,471             |

## 車站周邊
在站前廣場，隨著田邊市在2012年開展「都市再生整備計劃」工程。為振興中心城區的一部分，一般停車場被遷移以確保空間設置公共交通機構的車站，消除交通擁堵和增設無障礙設施，也包括建設觀光資訊設施。在2012年6月的報道中，工程從2012年7月開始至同年尾，工程費用為約4億1千萬日圓。
在2013年9月，實際工程費用為約4億8千萬日圓，在同年9月28日舉行完成記念儀式，當日在車站旁的田邊市觀光中心也同時啟用。
車站周邊設有「味光路」。根據在2017年的報道，為一條有200間以上的飲食店，以及為和歌山縣最好的飲食街。
- 巴士路線（龍神巴士（日语：龍神バス）、明光巴士（日语：明光バス））
  - （一般巴士）龍溫巴士（日语：龍神温泉）方向（乘坐巴士約76分鐘）、白濱町方向。
  - （高速巴士）往大阪站、日本環球影城、京都站、橫濱站、Busta新宿、池袋站、大宮站。
- 田邊市觀光中心
- 田邊消防署扇濱分署
- 田邊警署（日语：田辺警察署 (和歌山県)）田邊站前崗亭
- 紀伊田邊站前商店街
- 田辺市政廳
- 田邊站前郵局
- 紀南文化會館（日语：紀南文化会館）
- 和歌山地方裁判所田邊分部（日语：和歌山地方裁判所田辺支部）
- 鬥雞神社（日语：闘鶏神社）
- 高山寺（日语：高山寺 (田辺市)） - 南方熊楠墓地
- 南方熊楠顯彰館（日语：南方熊楠顕彰館）
- 潮垢離濱跡碑
- 出立王子（日语：出立王子）跡
- 扇濱海灘
- 和歌山縣立田邊高等學校（日语：和歌山県立田辺高等学校）、和歌山縣立田邊中學
- 和歌山縣立田邊工業高等學校（日语：和歌山県立田辺工業高等学校）
- 和歌山縣立神島高等學校（日语：和歌山県立神島高等学校）
- 和歌山縣立南紀高等學校（日语：和歌山県立南紀高等学校）
- 田邊市立東陽中學
- 田邊市立高雄中學
- 田邊市立田邊第一小學
- 田邊市立田邊第二小學
- 紀陽銀行（日语：紀陽銀行）田邊站前分店
- JA紀南（日语：JA紀南）田辺分所
- 田邊中央醫院

## 其他
- 在使用去程和回程的特急班次的乘客，以及在此站使用特別企劃車票來往天王寺、新大阪、京都方向的乘客，可在「JR停車場」停泊私家車，在48小時內免費「泊車轉乘措施」（除了在其他車站或旅行社購買的商品除外）。此外，旁邊的「田邊市營停車場」不是停車場對象範圍。
- 在2010年3月12日前，最尾班列車（日语：終電）到達時間為凌晨1時47分，除夜行列車外為日本定期列車最遲到達的車站。此列車前身是夜行列車（從天王寺站、南海難波站往新宮站的列車，連結臥鋪車的『速玉』，來往新大阪站至新宮站之間）。在翌日實施的時間表修正中，該列車（從新大阪出發往紀勢本線的直通快速）縮短至御坊。截至2016年11月19日，[18]の最終列車分別順序是特急和普通列車。此外，在2014年3月14日前，設有跨日的最尾班列車到達此站。
- 2005年，本宮町編入至田邊市，成為了熊野本宮大社的連接車站，此站的大堂設置了由熊野本宮大社制作的十二生肖的繪馬裝飾物。在毎年12月中旬便進行更換作業，為年末的例行工事。此外，在紀伊田邊站車站大樓入口的檜木車站名牌（銘牌），是由熊野本宮大社神主書寫。
- 在特急「黑潮」到達車站時，車內鈴聲（日语：車内チャイム）會播放「牛若丸（日语：牛若丸 (童謡)）」。選擇牛若丸的原因是傳說田邊市是武藏坊弁慶的誕生地。

## 相鄰車站
西日本旅客鐵道
 紀國線（紀勢本線）
- 特急「黑潮」停車站

■快速（御坊站起各站停車）
紀伊田邊－芳養
■普通
紀伊新庄－紀伊田邊－芳養

## 注腳
1. 1 2 3 4 5 6  曾根悟（監修）. 朝日新聞出版分冊百科編集部（編集） , 编. . 朝日百科週刊. 25號 紀勢本線、參宮線、名松線. 朝日新聞出版. 2010-01-10: 19–21.
2. ↑  日本國有鐵道旅客局(1984)『鉄道・航路旅客運賃・料金算出表 昭和59年４月20日現行』。
3. ↑  日本《官報》第2085號「鐵道省告示第575號」，1933年12月12日：第286-287頁。
4. 1 2  紀伊田邊駅50年的歷史(日本國有鐵道紀伊田邊駅，1982年)P8-14「紀伊田邊駅的沿革」
5. ↑  天王寺鐵道管理局三十年寫真史P278「車站之變身」
6. ↑  和歌山県内の特急 「くろしお」号停車駅で、ICOCAがご利用できるようになります！ （页面存档备份，存于） 西日本旅客鐵道 新聞發布 2016年8月9日
7. ↑   (新闻稿). 西日本旅客鐵道. 2019-07-12  [2019-07-13]. （原始内容存档于2019-07-12） （日语）.
8. ↑  こども110番の駅 実施駅 （页面存档备份，存于） - JR西日本（2012年3月15日參閲）
9. ↑  紀伊田辺駅｜駅情報：JRおでかけネット （页面存档备份，存于） - 西日本旅客鐵道，2015年6月21日參閲。
10. ↑  JR紀伊田辺駅に念願のエレベーター 知事ら出席、完成式典[永久] - 紀伊民報（2009年3月31日）
11. ↑  『和歌山縣統計年鑑』及『和歌山縣公共交通機關等資料集』
12. ↑  田辺駅前広場の改修 7月中旬から着工 （页面存档备份，存于） - 紀伊民報（2012年6月29日，同日參閲）
13. ↑  都市再生整備計画 田辺市街地地区PDF - 田邊市（2009年3月，2012年6月29日參閲）
14. ↑  田辺市中心市街地活性化基本計画 新旧対照表PDF - 田邊市（2012年6月29日參閲）
15. ↑  紀南の玄関口が一新　田辺駅前整備完成祝う （页面存档备份，存于） - 紀伊民報2013年9月28日
16. ↑  田辺市観光センターオープン＆事務局移転のご案内 （页面存档备份，存于） - 田辺市熊野旅遊局Blog（2013年9月30日）
17. ↑  2017/4/26 日本經濟新聞 晚報 2017年4月26日
18. ↑  交通新聞社『JR時間表』2016年12月號

## 外部連結
- 紀伊田邊｜車站資訊：JR出門網 - 西日本旅客鐵道